# Гамон, Моисей
Моисей Гамон (1490—1565) — сын Иосифа Гамона; врач султанов Селима и Сулеймана.
Ему приходилось неоднократно заступаться за евреев, особенно по обвинению их в ритуальном убийстве в Амасии (в Малой Азии). Он также усердно содействовал переезду в Турцию Грации Мендес и дона Иосифа Наси, впоследствии герцога Наксосского. Путешествовавший в 1551—1554 гг. по Турции Никола Николе сообщает в своих «Les navigations, pеrеgrinations et voyages faits en la Turquie», что первым лицом среди турецких врачей считался еврей «Amon», пользовавшийся всеобщим уважением. Иуда ибн-Верга называет Гамона «знаменитым князем и великим врачом».
Гамон покровительствовал еврейской науке. Он опубликовал на свои средства персидский перевод Пятикнижия (вместе с арабским переводом Саадии). В Константинополе Гамон построил талмудическую школу, ректором которой состоял известный ученый Йосеф Тайтацак из Салоник. Среди еврейских литераторов Гамон пользовался большой симпатией; Соломон Атиас восхвалял его в предисловии к комментарию к Псалмам, называя его «князем» (שר). По поводу обиды, нанесенной раввину Салоник, Иосифу ибн-Лабу, Гамон обращался с письмами к общине и отдельным лицам с горькими упреками.